# Facundo Masuero
Facundo Masuero (Esmeralda, Argentina; 23 de mayo de 2000) es un futbolista argentino. Se desempeña como arquero y su equipo actual es Defensa y Justicia de la Primera División de Argentina.

## Trayectoria
El joven arquero se desempeña actualmente en el club Defensa y Justicia . Firmó su contrato el 08/01/2025 hasta el 31/12/2027.
Si bien su pase pertenece al Club Atlético Colón, el joven guardameta viene de tener un último paso por Independiente Rivadavia, en donde no tuvo continuidad pero formó parte del plantel que logró el ascenso a la primera división del fútbol argentino.

## Clubes
| Club                             | País      | Año           |
| -------------------------------- | --------- | ------------- |
| CA Colón                         | Argentina | 2019-2022     |
| Independiente Rivadavia (Cedido) | Argentina | 2023          |
| Arsenal (Cedido)                 | Argentina | 2024          |
| Defensa y Justicia               | Argentina | 2025-presente |